# Řesanice (tvrz)
Řesanice jsou tvrz přestavěná na sýpku ve stejnojmenné vesnici u Kasejovic v okrese Plzeň-jih. Tvrz od čtrnáctého století sloužila jako vrchnostenské sídlo místního vladyckého rodu. V šestnáctém století ji získali Strojetičtí ze Strojetic, kterým patřila až do třetí čtvrtiny sedmnáctého století. Poté se majitelé rychle střídali. Někdy před rokem 1770 tvrz ztratila svou sídelní funkci a před koncem osmnáctého století byl její palác přestavěn na barokní sýpku. Areál bývalé tvrze se sýpkou, středověkou černou kuchyní a hospodářskou budovou je chráněn jako kulturní památka.

## Historie
Vesnice Řesanice vznikla v průběhu třináctého století, ale první písemná zmínka o ní pochází až z roku 1357, kdy byli zmíněni Přibík a Vilém z Řesanic jako patroni řesanického kostela Všech svatých. August Sedláček v seznamu tehdejších patronů uvedl navíc Karla a Karla mladšího z Řesanic (původně ze Žasanic). Řesanickým vladykům, potomkům Přibíka, potom vesnice patřila do šestnáctého století.
Není známo, kdy zemřel Přibík z Řesanic, ale jeho ovdovělá manželka Anna se v letech 1399 a 1405 soudila s některými sousedy. Dalším vlastníkem tvrze byl Přibík z Řesanic připomínaný poprvé roku 1412. O rok později získal od krále Václava IV. blíže neznámý majetek z odúmrtě ve Starém Smolivci. Snad ten samý Přibík sloužil během husitských válek králi Zikmundovi, od nějž roku 1431 dostal do zástavy vsi Talín a Výšovice na Plzeňsku a sám prodal Královu Lhotu. Není jasné, zda mu patřily i Řesanice. Pobíral nějaký plat ze Smolivce, který po něm roku 1467 měla dcera Anna, Hylbrant z Řesanic a Bušek z Frymburka.
Doloženým majitelem tvrze byl Přibík z Kadova a Řesanic, připomínaný roku 1454. Žil ještě v roce 1469, kdy měl dospělého syna Vintíře z Kadova, který po otcově smrti zdědil řesanickou tvrz. V písemných pramenech je často při různých událostech uváděn jako svědek nebo rukojmí a poslední zmínka o jeho vlastnictví Řesanic je z roku 1517. Ve stejné době žil Přibík z Kadova sezením na Řesanicích, který se 13. května 1479 zaručil za Jindřicha Koce z Dobrše, že bude zachovávat mír s poddanými pasovského biskupa.
Posledním příslušníkem rodu v Řesanicích byl Jan z Kadova, jehož potomci Řesanští z Kadova žili na Prácheňsku. Ve třicátých letech šestnáctého století získal městečko Řesanice s tvrzí a poplužním dvorem Jan Strojetický ze Strojetic. Jeho synové Václav a Bořivoj Strojetičtí zdědili statky Kladrubce a Řesanice. Kladrubce prodali, aby mohli zaplatit otcovy dluhy, a Řesanice si v roce 1543 rozdělili. Bořivoj dostal tvrz s poplužním dvorem a díly vsí Řesanice, Životice, Nová Ves a Polánka, zatímco Václavovi připadly pouze podíly v Řesanicích, Životicích a Nové Vsi.
Bořivoj Strojetický se oženil s Julianou z Lažan a přikoupil vsi Domoraz (1547) a Jindřichovice (1565). Zemřel o několik let později a zanechal po sobě syny Oldřicha, Buriana, Jana, Mikuláše, Jindřicha a Radslava, z nichž Jindřich a Radslav byli nezletilí. Osudy většiny z nich jsou neznámé. O Burianovi se dochovala zmínka z roku 1574, kdy byl ve službách Viléma z Rožmberka a Oldřich roku 1587 sídlil v Nové Vsi. V tituláři z roku 1589 je uveden jako majitel Řesanic.
Roku 1615 řesanická tvrz patřila Janu Adamovi Strojetickému, který byl obviněn z účasti na stavovském povstání v letech 1618–1620, ale soudní komise jej 9. listopadu 1622 obvinění zprostila. Po něm vesnici s tvrzí vlastnil Petr Zdeněk Strojetický, který by mohl být synem Jindřicha, syna Bořivoje a Juliany Strojetických. Petr Zdeněk zemřel na přelomu let 1655 a 1656. Poručnicí nezletilých dětí se potom stala vdova Anna. Majetkové podíly bratrů časem skoupil Jindřich Petr Strojetický a správu statku převzal v listopadu 1676. V témže roce (nebo roku 1678) prodal tvrz Řesanice s poplužním dvorem, pivovarem, rybníky a podacím právem ke kostelu Všech svatých za 8 100 zlatých Jáchymu Zdeňku Čejkovi z Olbramovic na Rovné.
Dalším majitelem tvrze se 8. května 1680 stal Jan Bedřich z Nostic s manželkou Evou Kateřinou, rozenou Opelovou z Velkého Petrsdorfu. Ti v Řesanicích sídlili do roku 1687, kdy 9. listopadu statek za třináct tisíc zlatých prodali Bohumíru Konstantinu Ferdinandovi z Ratzenergu. V roce 1700 statek koupil Jiří Adalbert Janovský z Janovic za 14 250 zlatých, který jej připojil k Oselcům. Řesanická tvrz nejspíše už před rokem 1770 ztratila funkci vrchnostenského sídla, protože v letech 1770–1780 byl zmiňován jen dvůr a ovčín. Někdy během osmnáctého století byl palác tvrze přestavěn na barokní sýpku, kterou poprvé zmínil Jaroslav Schaller ve svém díle z roku 1790.

## Stavební podoba
Archeologický výzkum z let 2004–2010 prokázal, že panské sídlo stálo v místech tvrze už ve čtrnáctém století. V dalším staletích prošlo složitým vývojem a dochovaly se z něj objekty původního paláce a černé kuchyně.
Barokní třípodlažní sýpka je obdélná stavba s půdorysem o rozměrech 17,5 × 8 metrů. Obvodové zdi jsou 1,2 metru silné a 8,5 metru vysoké. Jsou pozůstatkem gotického nejspíše trojprostorového paláce, který byl založen přímo na skalním podloží a jehož obytné prostory se nacházely ve druhém podlaží. Při barokní přestavbě byly zrušeny klenební pasy a nahrazeny trámovými stropy s prkenným záklopem. Dřívější existenci kleneb dokládají jejich otisky na stěnách. Vstup byl proražen také při adaptaci budovy na sýpku. Je obložený kamenným rámem z druhotně využitých částí dvou gotických portálů. V interiéru se dochovaly fragmenty pozdně gotických maleb a renesanční a barokní výzdoby. Budova mívala sedlovou střechu s převýšenými štíty.
Historicky hodnotnějším objektem je sousední dvoupodlažní dům se sedlovou střechou, v němž bývala kuchyně. Má půdorys s rozměry 7 × 7 metrů. Je podsklepený, přičemž sklep je sklenutý kamennou valenou klenbou se stopami prkenného bednění, které sloužilo jako konstrukční opora při stavbě klenby. Přístupný je z jižní strany gotickým portálkem. Větrání místnosti umožňuje okénko se žulovým ostěním na východní straně. Nad sklepem se nachází místnost druhotně rozdělená příčkou. Dovnitř se vcházelo sedlovým gotickým portálkem od jihu, ale původní vchod nejspíše býval na západní straně směrem od paláce. Další zazděný výklenek vstupu je patrný na severní straně. Interiér je zaklenut mohutnými koutovými pasy, které převáděly strop interiéru na osmiúhelník, z něhož vybíhal osmiboký cihlový dýmník. Při barokních úpravách byla v severozápadním rohu místnosti postavena cihlová chlebová pec. Budova je ukončena dvojicí štítů, z nichž severní je novodobý. Na severní straně je patrné napojení domu na obvodovou zeď širokou devadesát centimetrů a vysokou 3,2 metru. Mezi palácem a kuchyní nechalo místní jednotné zemědělské družstvo v polovině dvacátého století postavit drůbežárnu, zbořenou v devadesátých letech téhož století.
Památkově chráněným objektem je také budova v jihozápadním nároží přilehlého hospodářského dvora. Má půdorys ve tvaru písmene L a sedlové střechy kryté bobrovkami. Severní křídlo je barokní z konce osmnáctého století, zatímco ostatní dvě křídla byla postavena ve druhé polovině devatenáctého století.

## Stavební vývoj

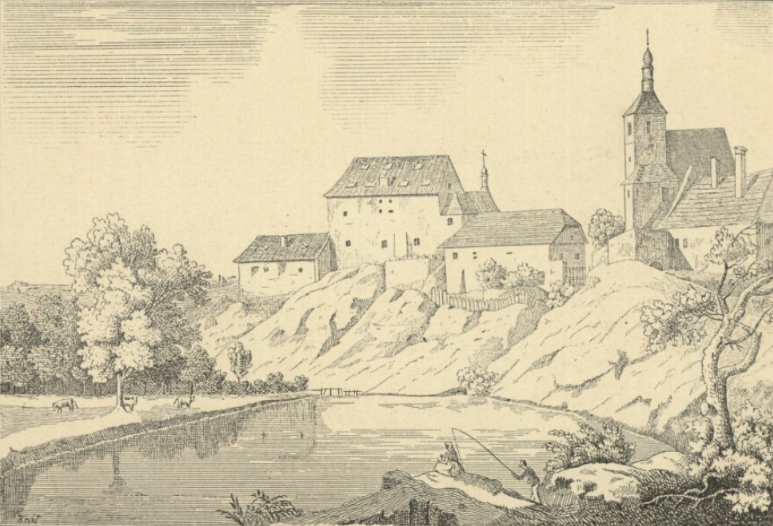
Řesanická tvrz s kostelem Všech svatých na ilustraci Vojtěcha Krále z Dobré Vody publikovaná roku 1897

Ve čtrnáctém století tvrz tvořily dřevohlinité budovy (roubené či hrázděné) obehnané kamennou hradbou. Přibližně ve druhé polovině patnáctého století byla tvrz razantně přestavěna, přičemž byly zbořeny starší stavby poničené požárem. Tehdy byla založena budova černé kuchyně, která využila i starší obvodovou zeď jako opěrnou plentu pro vstup do zahloubeného sklepa. Obvodová hradba byla snížena a na jejím pozůstatku bylo založeno nadzemní patro kuchyně. Nová obvodová zeď poté vybíhala od jihovýchodního nároží kuchyně směrem k jihu a obepínala celý areál tvrze. Nová zeď neměla velkou fortifikační hodnotu, ale je možné, že obrannou funkci sídla převzal v přibližně stejné době nově opevněný kostel Všech svatých. Zároveň pravděpodobně vznikl trojprostorový palác, z jehož východní strany vedl vchod směrem ke kuchyni. Prostor mezi budovami byl vydlážděn valounovou dlažbou.
Přibližně na přelomu šestnáctého a sedmnáctého století byla zeď vybíhající směrem k jihu zvýšena relativně slabou kamennou plentou. Ve druhé polovině osmnáctého století byly zasypány příkopy a terén zvýšen navážkami. V paláci byly při adaptaci na sýpku strženy klenby a nahrazeny plochými stropy.